# Denaturovaný ethanol

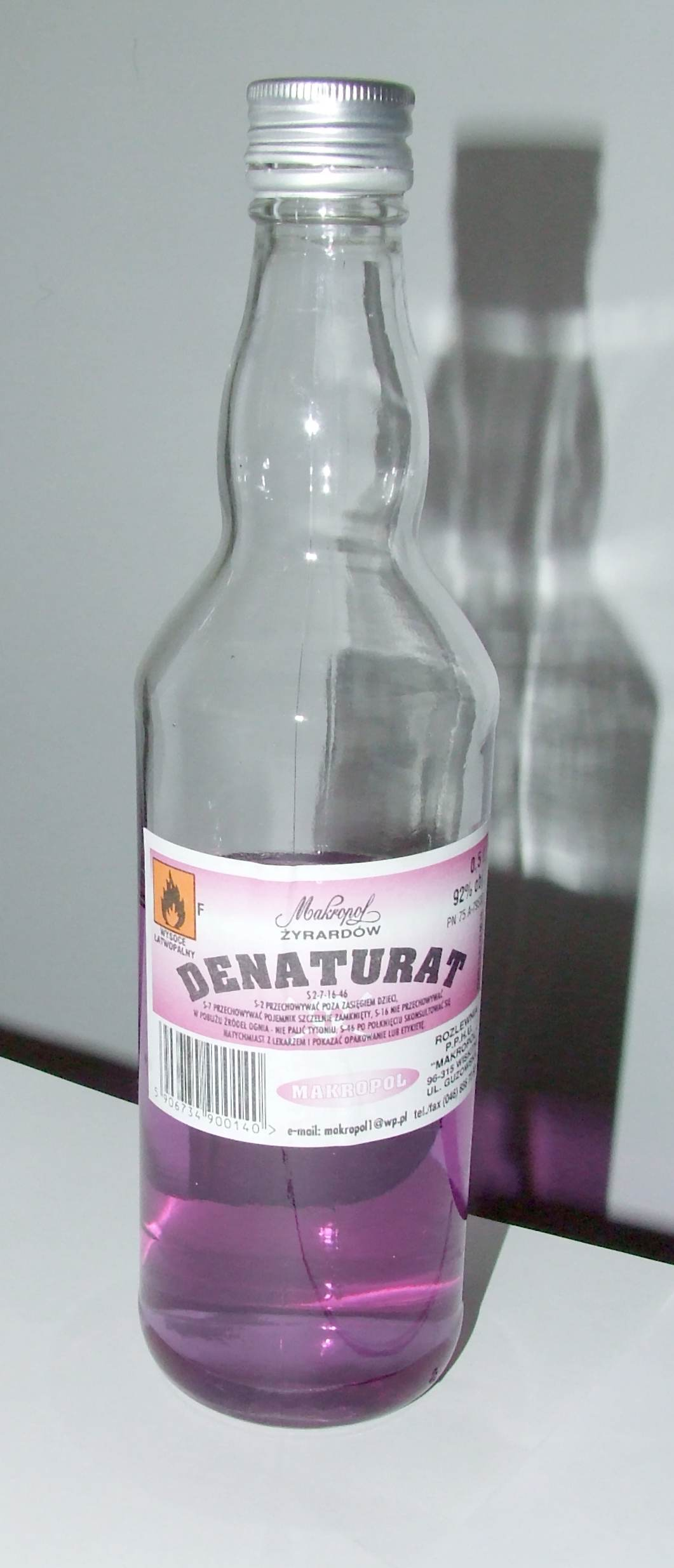
Láhev polského denaturovaného ethanolu

Denaturovaný ethanol (jinak nazývaný denaturovaný líh, lidově denaturák, zastarale též sanktus) je ethanol, ke kterému byla přidána aditiva, aby se zabránilo jeho pití. Někdy bývá též obarven. Účelem je umožnit používání ethanolu nezatíženého spotřební daní (či obdobným dodatečným zdaněním) k jiným než potravinářským účelům. Při denaturaci se nemění chemická podstata ethanolu (jeho molekula), je ovlivněna pouze jeho poživatelnost.
Používá se například jako rozpouštědlo nebo jako palivo pro lihové kahany a vařiče. Vzhledem k široké škále průmyslového využití denaturovaného ethanolu se používají stovky různých aditiv a denaturačních metod. Tradičním denaturačním činidlem býval 10% methanol - takový denaturovaný ethanol se pak nazývá „methylovaný líh“. Dalšími denaturačními činidly jsou například isopropanol, aceton, methylethylketon, methylisobutylketon, pyridin nebo denatonium.
Při volbě metody denaturace bývá cílem dosáhnout toho, aby bylo obtížné denaturační přísady oddestilovat nebo jiným způsobem výsledek denaturace eliminovat. Často se používá methanol, protože jeho teplota varu je podobná jako u ethanolu. V některých státech se musí denaturovaný ethanol barvit modře nebo fialově anilinovým barvivem. Osvobození denaturovaného ethanolu od daní se datuje již do poloviny 19. století.

## Účel
Denaturovaný ethanol není preferovaným produktem, tedy není něčím, co by bylo požadováno jako alternativa normálního ethanolu. Je politickým kompromisem mezi potřebou zajištění daňových příjmů a zdravotní politikou státu na jedné straně a potřebou užívat ethanol k mnoha nepotravinářským účelům na druhé straně. Vysoce zdaněný běžný ethanol (vhodný k pití) je obvykle mnohem dražší než jiné podobné chemikálie.
Denaturovaný ethanol je roztok, který lze legálně vyrábět a používat jako ethanol, přičemž může být pro technické použití levný a nehrozí, že by byl používán k pití. Ve většině zemí není daněn dodatečnou daní. Složení denaturační směsi bývá přesně definováno legislativou státu; mezi jednotlivými zeměmi jsou však rozdíly.
V případech, kdy je nezbytné používat absolutně čistý ethanol za cenu nezatíženou daněmi (například ve výzkumných laboratořích), zavádějí se přísná bezpečnostní opatření; eviduje se nákup a distribuce a spotřeba čistého ethanolu a kontroluje se způsobilost pracovníků, kteří s ním nakládají.

## Historie
V minulosti (přelom 19. a 20. století) se pro účely denaturace ethanolu používal fenolftalein. Ten neměl vliv na barvu ani pach výsledného produktu, ale laxativními a emetickými účinky činil alkohol nepoživatelným. Pro rozlišení denaturovaného alkoholu od čistého stačilo do vzorku přidat alkalickou látku (např. hydroxid, vápno, soda), což u denaturovaného lihu vedlo k narůžovělému zbarvení.

## Složení
Existují různé třídy denaturovaného ethanolu, denaturační činidla jsou však obecně podobná.

### Denaturovaný ethanol podle britského práva
Pro úplně denaturovaný alkohol podle britského práva se postupuje typicky takto:
Úplně denaturovaný alkohol musí být vyráběn v souladu s následujícím předpisem: na každých 90 objemových dílů alkoholu se přidá 9,5 objemového dílu methanolu nebo jeho substitutu a 0,5 objemového dílu surového pyridinu; do výsledné směsi se přidá nafta v poměru 3,75 litru na každých 1 000 litrů směsi, a dále syntetické organické barvivo (methylová violeť) v poměru 1,5 g na 1 000 litrů směsi.

### Denaturovaný ethanol podle českého práva
V Česku jsou činidla pro denaturaci ethanolu určena vyhláškou ministerstva zemědělství č. 141/1997 Sb. Tato vyhláška v příloze č. 2 sekce D definuje dvě směsi použitelné pro obecně denaturovaný ethanol (č. 1a a 1b; ke všeobecnému použití bez omezení) a dalších 23 směsí pro ethanol ke speciálnímu použití vymezenému vyhláškou (např. směs č. 16 se smí použít jen k výrobě kvasného lihového octa). Směsi pro obecně denaturovaný ethanol mají následující složení (uvedená množství jsou minimální množství na 1 litr ethanolu):

#### Směs 1a
- methylethylketon 10 ml
- denatonium-benzoát 10 mg
- methylenová modř 2 mg
- thiofen 2 ml

#### Směs 1b
- solventní nafta 4 ml
- petrolej 2 ml
- technický benzin čisticí 1 ml